# Adam Pecháček
Adam Pecháček, né le 19 février 1995, à Prague, en République tchèque, est un joueur tchèque de basket-ball. Il évolue au poste de pivot.

## Palmarès
- Supercoupe d'Italie 2015